# Трините — д’Эстьен д’Орв (станция метро)
Трините — д’Эстьен д’Орв (фр. Trinité - d'Estienne d'Orves) — станция линии 12 Парижского метрополитена, расположенная в IX округе Парижа.

## История
- Станция открылась 5 ноября 1910 года в составе первого пускового участка тогдашней линии А компании Север-Юг Порт-де-Версаль — Нотр-Дам-де-Лорет под названием «Трините». Само первоначальное название было дано станции по расположенной рядом церкви Сент-Трините. 27 марта 1931 года вошла в состав метрополитена как часть линии 12, однако сохранила некоторые элементы оформления времён компании Север-Юг. После Второй Мировой войны название было дополнено концовкой «д’Эстьен д’Орв» по одноимённой площади перед церковью, переименованной в память о французском морском офицере Оноре д’Эстьене д’Орве, убитом фашистскими оккупантами 29 августа 1941 года.
- Пассажиропоток по станции по входу в 2011 году, по данным RATP, составил 2 192 391 человек[2]. В 2013 году этот показатель вырос до 2 296 191 пассажиров (232-е место по уровню входного пассажиропотока в Парижском метро)[3]
- В 2016 году на станции стартовала реновация, в ходе которой были обнаружены плакаты 1960-х годов[4][5].

## Путевое развитие
К востоку от станции располагается однопутный оборотный тупик.

## Галерея

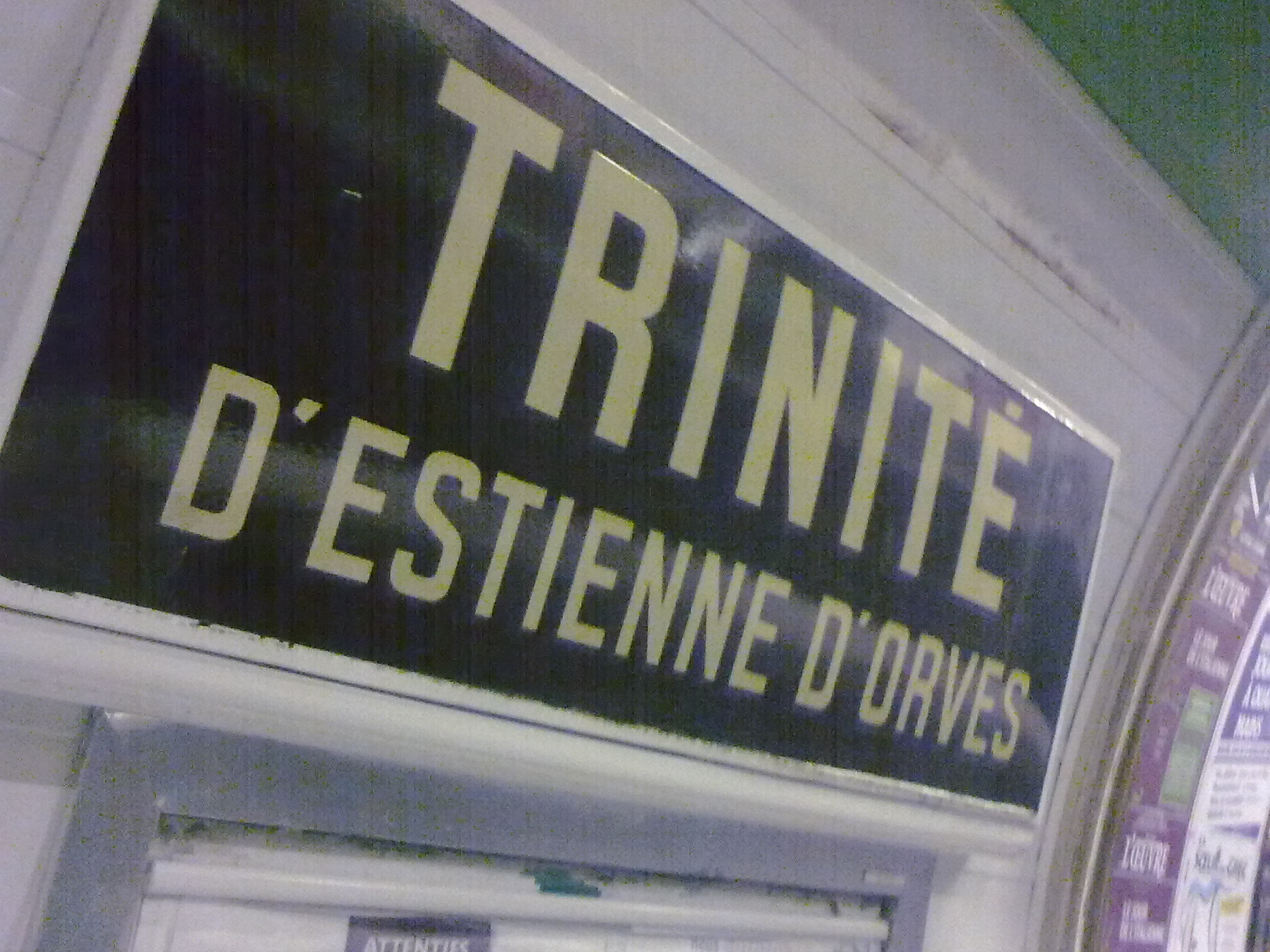
Вывеска с названием станции
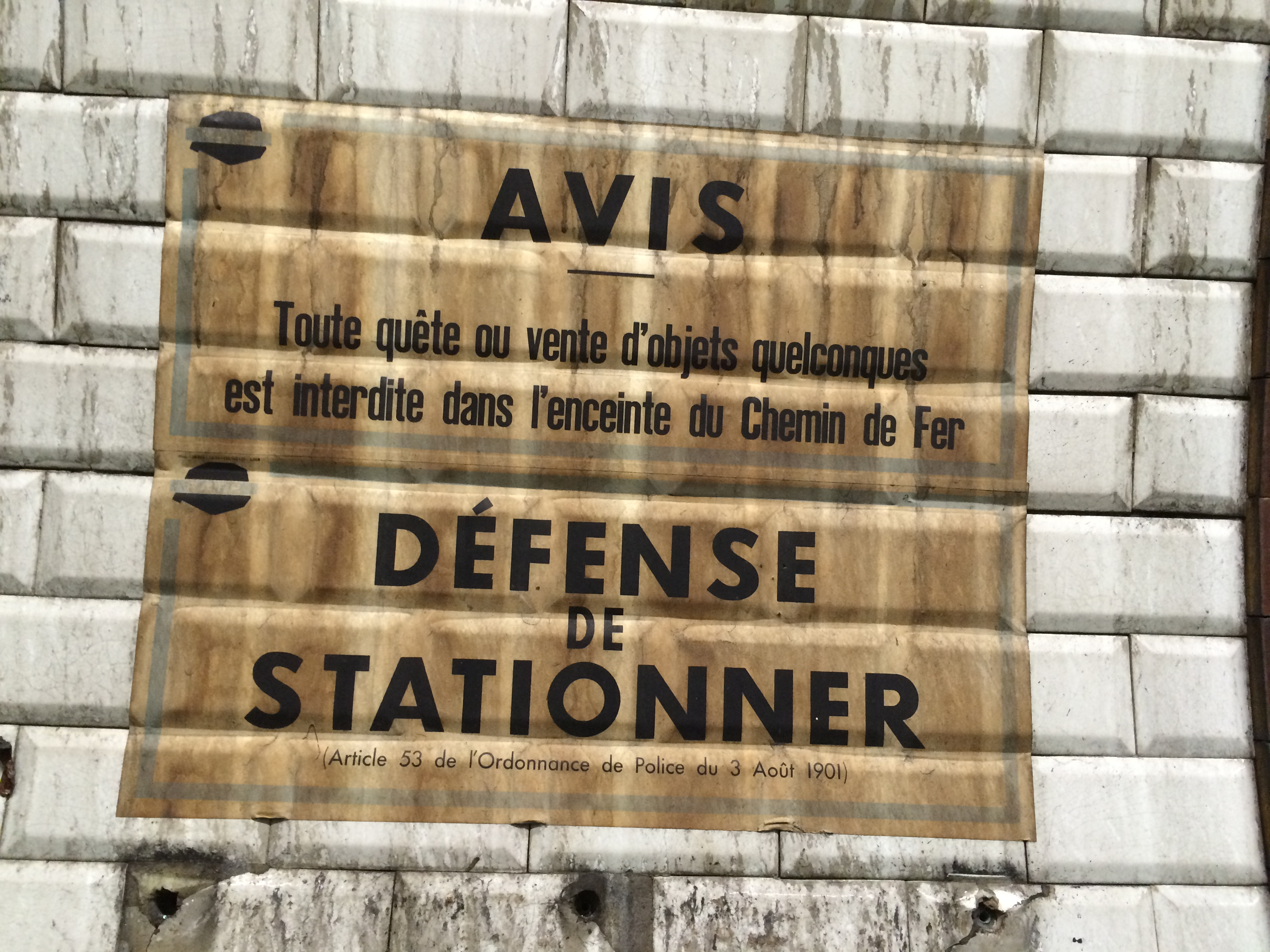
Плакат